# Лихолитов, Фёдор Анатольевич
Фёдор Анатольевич Лихолитов (род. 14 марта 1980, Санкт-Петербург) — российский профессиональный баскетболист. Мастер спорта России международного класса. В настоящее время амбассадор инклюзивного проекта Российской Федерации Баскетбола «тихий!баскетбол»

## Карьера
Фёдор начал заниматься баскетболом в баскетбольной секции Фрунзенской СДЮШОР (Ленинград). Фёдор Лихолитов 4 года учился и выступал за североамериканский университет «Вирджиния Коммонуэлс» (англ. Virginia Commonwealth) (1998—2002), набирая 11 очков и 8 подборов в среднем за игру, получил степень магистра по специальности Coach and Administration.
В конце апреля 2002 года он переехал во Францию и выступал за «Страсбур». По окончании сезона переехал в Грецию — выступать за «Арис». Играя за греческий Арис, ему удалось выиграть Кубок ФИБА в 2003 году и Кубок Греции в 2004 году. Из Греции Фёдор был приглашён в сборную России, в составе которой принял участие в чемпионатах Европы 2003 и 2005 годов. С приходом в сборную Дэвида Блатта Лихолитов перестал попадать даже в расширенный список кандидатов в национальную команду.
В 2004 году Лихолитов вернулся в Россию, в московское «Динамо», но так и не вышел на тот уровень, которого от него ждали. Вот что писал о Лихолитове Дмитрий Матеранский: «Стабильно использовать его сильные стороны (все ту же физику, неплохие навыки игры спиной к кольцу, хорошую работу ног), но одновременно маскировать слабости (прежде всего – в принятии решений), не получалось ни у одного из тренеров». В 2005 году вместе с командой «Динамо» стал серебряным призёром чемпионата России.
Отыграв два сезона за подмосковный «Триумф», в 2008 году подписал контракт с пермским «Урал-Грейтом». По окончании сезона 2008/09 Фёдор, не дождавшись от клуба предложения остаться в Перми ещё на один сезон, решил продолжить карьеру в казанском «УНИКСе». В сезоне 2009/10 Лихолитов прочно обосновался на скамейке казанского «УНИКСа»: к Новому году в его активе было только 6 матчей в российской Суперлиге (в среднем по 8:16 минут, за которые он успевал набрать 4,3 очка и сделать 1,7 подбора).
В 2009 году Федор перешёл в турецкий «Бешикташ». В первый свой сезон он помог «Бешикташу» добраться до полуфинала национального чемпионата, во втором вместе с командой остановился в четвертьфинале. Показатели Лихолитова в сезоне 2010/11: в чемпионате Турции – 22 матча, 16 минут, 7,6 очка, 3,5 подбора, 0,7 блок-шота в среднем за игру, в Еврокубке – 7 матчей, 19,4 минуты, 9,7 очка, 3,6 подбора, 0,4 блок-шота.
В конце июня 2011 года сообщалось, что российским центровым интересуются питерский «Спартак», «Локомотив-Кубань», а также турецкие «Галатасарай» (финалист последнего чемпионата Турции, в четвертьфинале выбивший из розыгрыша именно «Бешикташ») и «Банвит». В межсезонье Лихолитов перешёл из «Бешикташа» в самарские «Красные крылья». Отыграв сезон за «Красные крылья» и не получив предложений о продолжении карьеры, Фёдор оставался свободным агентом вплоть до подписания контракта в январе 2013 года с волгоградским клубом «Красный Октябрь», который выступал в Суперлиге — втором дивизионе чемпионата России по баскетболу.
29 июля 2013 года перешёл в саратовский клуб «Автодор», который также выступает в Суперлиге.
Основатель и руководитель баскетбольной школы «Высота 3.05», имеющей сеть филиалов в Москве и Московской области. Академия для учащихся 1-11 классов специализируется на развитии техники игры, тактического мышления и нестандартных решений на площадке. Особое внимание уделяется формированию креативного подхода к игре через уникальные методики обучения.
Начиная с 2022 года стал амбассадором инклюзивного проекта Российской Федерации Баскетбола, проводит открытые тренировки и мастер-классы среди юных баскетболистов с нарушениями слуха и интеллекта.

## Статистика
| Сезон | Команда           | Лига                      | GP  | GS | MPG  | FG%  | 3P% | FT%  | RPG | APG | SPG | BPG | PFL | TOV | PPG  |
| --- | ----------------- | ------------------------- | --- | -- | ---- | ---- | --- | ---- | --- | --- | --- | --- | --- | --- | ---- |
| 2004/05 | Динамо (Москва)   | Кубок Европы              | 8   | 0  | 13,0 | 51,7 | -   | 42,9 | 3,5 | 0,4 | 0,4 | 1,5 | 2,6 | 1,1 | 4,1  |
| 2005/06 | Динамо (Москва)   | Кубок Европы              | 11  | 0  | 7,8  | 56,0 | -   | 52,6 | 2,9 | 0,5 | 0,5 | 0,5 | 0,7 | 1,0 | 3,5  |
| 2007/08 | Триумф            | Кубок Европы              | 11  | 9  | 14,0 | 62,8 | -   | 39,4 | 3,6 | 0,5 | 0,2 | 0,5 | 1,6 | 2,0 | 6,1  |
| 2010/11 | Бешикташ          | Кубок Европы              | 5   | 5  | 21,8 | 64,9 | -   | 59,1 | 6,8 | 0,4 | 0,6 | 0,6 | 4,0 | 3,0 | 12,2 |
| 2011/12 | Все клубы         | Все лиги                  | 39  | 23 | 12,0 | 49,3 | -   | 66,3 | 3,6 | 0,4 | 0,2 | 0,4 | 1,7 | 1,2 | 5,3  |
| 2011/12 | Красные крылья    | ПБЛ                       | 19  | 10 | 11,3 | 48,4 | -   | 64,3 | 3,4 | 0,5 | 0,3 | 0,4 | 1,7 | 1,1 | 4,7  |
| 2011/12 | Красные крылья    | Единая лига ВТБ           | 18  | 13 | 13,6 | 52,6 | -   | 68,6 | 4,1 | 0,3 | 0,2 | 0,3 | 1,8 | 1,4 | 6,5  |
| 2011/12 | Красные крылья    | Квалификация Кубка вызова | 2   | 0  | 5,0  | 0,0  | -   | 50,0 | 2,5 | 0,5 | 0,0 | 0,5 | 1,0 | 0,5 | 0,5  |
| 2014/15 | Все клубы         | Все лиги                  | 33  | 2  | 7,0  | 43,1 | -   | 56,4 | 2,0 | 0,1 | 0,2 | 0,2 | 1,5 | 1,0 | 2,5  |
| 2014/15 | Красный Октябрь   | Единая лига ВТБ           | 23  | 2  | 7,2  | 42,9 | -   | 52,0 | 2,0 | 0,2 | 0,1 | 0,2 | 1,3 | 1,2 | 2,7  |
| 2014/15 | Красный Октябрь   | Кубок Европы              | 10  | 0  | 6,8  | 43,8 | -   | 64,3 | 2,0 | 0,0 | 0,2 | 0,1 | 1,8 | 0,7 | 2,3  |
| Всего | Всего             | Всего                     | 107 | 39 | 10,8 | 52,0 | -   | 57,7 | 3,2 | 0,3 | 0,3 | 0,4 | 1,7 | 1,3 | 4,6  |
| В Кубке Европы | В Кубке Европы    | В Кубке Европы            | 45  | 14 | 11,6 | 58,0 | -   | 50,5 | 3,4 | 0,3 | 0,3 | 0,6 | 1,9 | 1,4 | 4,9  |
| В Единой лиге ВТБ | В Единой лиге ВТБ | В Единой лиге ВТБ         | 41  | 15 | 10,0 | 48,5 | -   | 63,2 | 2,9 | 0,2 | 0,2 | 0,2 | 1,5 | 1,3 | 4,3  |
| Наведите курсор мыши на аббревиатуры в заголовке таблицы, чтобы прочесть их расшифровку Статистика приведена с сайта basketball.realgm.com |                   |                           |     |    |      |      |     |      |     |     |     |     |     |     |      |

## Ссылка
- Профиль Фёдора Лихолитова на сайте sports.ru
- Блог Фёдора Лихолитова